# Sublet
Symphodus rostratus
Cet article concerne le poisson méditerranéen de la famille des Labridae. Pour les autres significations, voir Sublet (homonymie).
Espèce
Statut de conservation UICN

 LC  : Préoccupation mineure
Le sublet (Symphodus rostratus) ou sublaire est une espèce de poissons marins appartenant à la famille des Labridae.
Il peuple la mer Méditerranée et l'ouest de la mer Noire.